# HM Sagittae
HM Sagittae eller Nova Sagittae 1975, är en dubbelstjärna belägen i den södra delen av stjärnbilden Pilen. Den har en kombinerad skenbar magnitud av ca 11 och kräver ett teleskop för att kunna observeras. Baserat på parallax enligt Gaia Data Release 3 på ca 0,97 mas, beräknas den befinna sig på ett avstånd på ca 3 400 ljusår (1 000 parsek) från solen.

## Observation
HM Sagittae upptäcktes av O. D. Dokuchaeva et al. 1975 när den ökade i ljusstyrka med sex magnituder (ca 250 gånger ljusare). Objektet visar ett emissionslinjespektrum som liknar en planetarisk nebulosa och upptäcktes i radiobandet 1977. Till skillnad från en klassisk nova minskade inte den optiska ljusstyrkan för detta system snabbt med tiden, även om den visade en viss variation. Den visar aktivitet i varje band av det elektromagnetiska spektrumet från röntgen- till radiostrålning.
Observationer i det infraröda bandet under 1978 visade att detta var en mycket stark källa med ett spektrum som överensstämmer med ett binärt symbiotiskt system liknande V1016 Cygni. Den kallare stjärnkomponenten avger material som sedan joniseras av en varm komponent, med emissionsspektrumet som kommer från uppvärmt stoft som genereras av den kallare stjärnan. År 1983 visades den infraröda emissionen från systemet variera med en faktor på 1,5 magnituder i K-bandet med en period på cirka 500 dygn. Högupplöst spektral undersökning av systemet 1984 visade ett bipolärt utflöde av materia med en hastighet av 200 km/s. En serie knutar sträcker sig utåt på båda sidor av den centrala stjärnan till ett vinkelavstånd på 9 bågsekunder. Nebulosan som omger systemet visar en bipolär, S-formad morfologi, liknande R Aquarii.

## Egenskaper

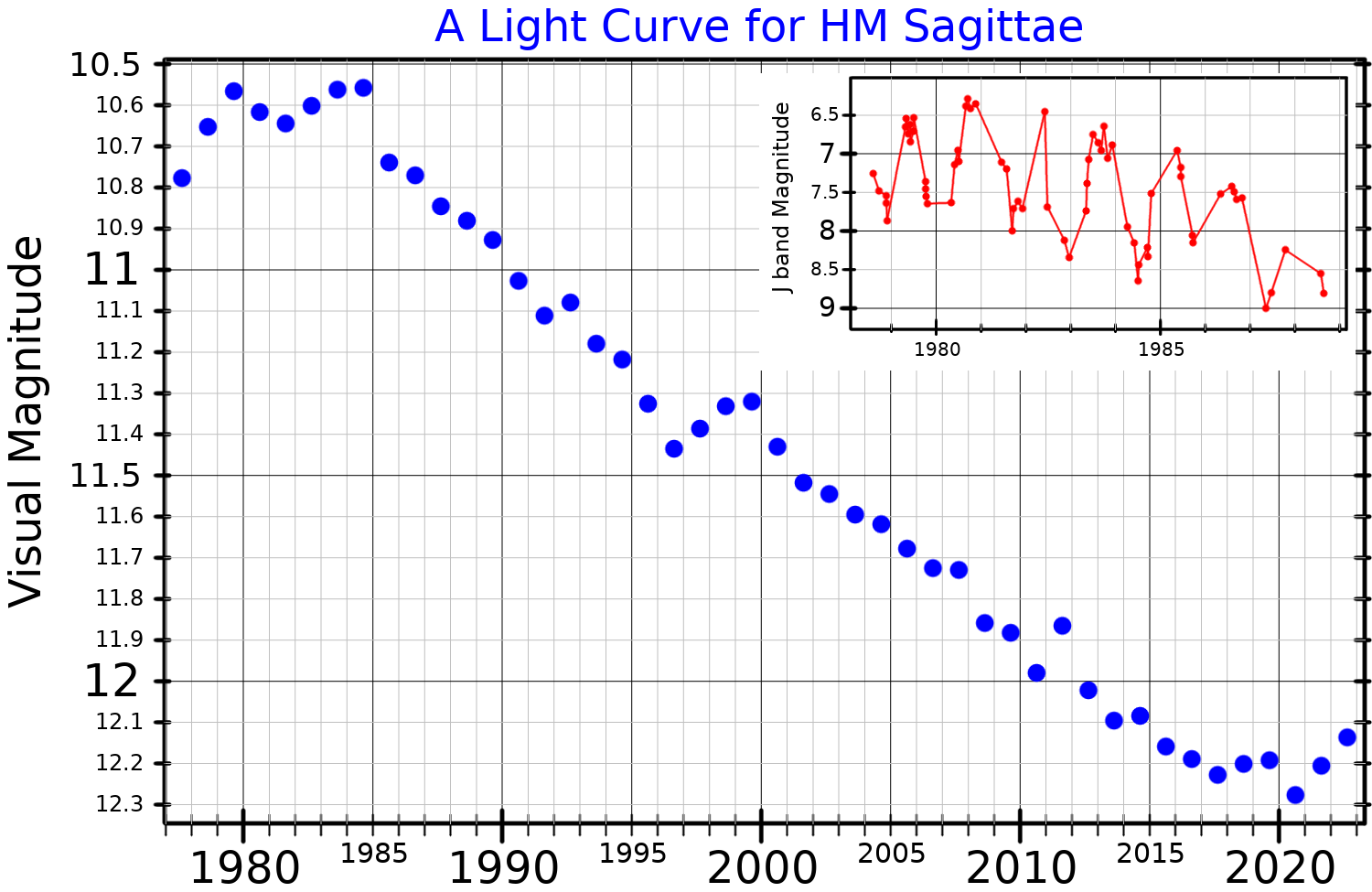
Ljuskurva för HM Sagittae. Huvuddiagrammet visar 1-års genomsnitt av AAVSO visuella banddata. De infällda diagrammet (anpassat från Munari och Whitelock) visar nära-infraröd variation som uppstår från den röda jättens pulseringar.

Funktionerna i systemet överensstämmer med en central röd jättestjärna som omkretsas av ett kompakt objekt som samlar upp materia från jätten. Paret har en vinkelseparation på 40 ± 9 mas, med axeln inriktad längs en positionsvinkel på 130 ± 10°. Deras fysiska separation uppskattas till 50 astronomiska enheter. Den större komponenten är med största sannolikhet en Miravariabel och mätningar fram till 1989 fastställde en period på 527 dygn. Den är omgiven av ett stoftskal som huvudsakligen består av silikater. Det kompakta objektet är en het vit dvärg med en massa av ca 0,7 solmassa som om kretsas av en ackretionsskiva. Dess radie är 0,08 solradie, luminositet 9 200 gånger solens och dess temperatur ca 200 000 K. Det novaliknande utbrottet 1975 kan ha genererats av ett utbrott av massöverföring från jätten till den vita dvärgen under periastronpassagen i en excentrisk bana, vilket ledde till ett termonukleärt utbrott.
Vindar från båda stjärnorna kolliderar för att producera ett chockområde som är en källa till ultraviolett strålning. År 1985 observerades en blekning av ljusstyrkan och en ökning av rodnad, orsakad av stoftobskuration. Den heta komponenten kan hämma stoftbildning kring jätten förutom i skuggområdet bakom stjärnan. Detta skulle kunna förklara observerade individuella händelser som skyms av stoft.